# Erwin Saxl
Erwin Joseph Saxl (7 mai 1904 - 28 janvier 1981) est un physicien et inventeur.

## Biographie
Il est né à Vienne en 1904 et obtient son doctorat en 1927. À la fin des années 1920, il émigre aux États-Unis. En 1935, il fonde la Saxl Instrument Company, qui conçoit et fabrique des tensiomètres destinés à l'industrie textile, puis à d'autres industries. La société, que Saxl dirige conjointement avec sa femme, Lucretia Hildreth Saxl, depuis leur domicile à Harvard, Massachusetts, est rebaptisée Tensitron en 1953. Saxl est signalé comme ayant déclaré avoir travaillé avec Albert Einstein,. Il est mort en 1981.
Saxl est surtout connu pour une série d'expériences controversées dans lesquelles il mesure des changements inattendus dans la période d'un pendule de torsion dans diverses conditions. Dans une série d'expériences, on observe que la période d'un pendule de torsion situé à l'intérieur d'une cage de Faraday, avec le pendule et la cage reliés par un chemin conducteur, augmente à mesure que la tension sur la cage augmente. Dans une autre expérience, on voit la période du pendule augmenter pendant une éclipse. Saxl aurait tenté, sans succès, de faire publier cet ouvrage dans la Physical Review finalement le travail est publié dans Nature.
Au début des années 1960, Saxl entame une collaboration avec Mildred Allen du Mount Holyoke College. En 1971, Saxl et Allen publient un rapport sur les changements anormaux de la période d'un pendule de torsion lors d'une éclipse solaire en 1970 et émettent l'hypothèse que "la théorie gravitationnelle doit être modifiée",. De plus, ils observent une variation diurne inexpliquée de la période du pendule,. Aucun des effets observés par Saxl et Allen n'a d'explication évidente en termes de théories bien établies de la gravité et de l'électromagnétisme. Bien que des explications plus subtiles, utilisant toujours la théorie physique conventionnelle, aient été proposées ,, il ne semble pas y avoir d'accord général quant à la cause des anomalies. L'affirmation de Saxl et Allen selon laquelle la relativité générale doit être modifiée, et les affirmations antérieures de nature similaire d'Allais basées sur des observations d'anomalies dans le comportement d'un pendule paraconique, n'ont pas été acceptées par la communauté des physiciens, et les tentatives récentes de reproduire les phénomènes ont pas réussi.